# موسابانی
موسابانی (به انگلیسی: Musabani) یک منطقهٔ مسکونی در هند است که در بخش سینگبهوم شرقی واقع شده‌است. موسابانی ۳۱٬۰۳۵ نفر جمعیت دارد و ۱۶۰ متر بالاتر از سطح دریا واقع شده‌است.